# 库卡 (足球教练)
库卡（1963年6月7日—），全名阿莱克西·斯蒂瓦（Alexi Stival），是一名已退役的巴西职业足球运动员，现在是足球教练。

## 俱乐部生涯
1984年，库卡在巴西球队圣克鲁斯（RS）开始足球生涯， 之后转投尤文图德。1986年，他加盟格雷米奥，并帮助球队获得1989年巴西杯以及1989年、1990年南里奥格兰德州甲级联赛冠军。 1990年，库卡离开巴西加盟西班牙足球甲级联赛球队巴拉多利德半个赛季。1991年，库卡转会到国际队，并在当年再次获得南里奥格兰德州甲级联赛冠军。之后他还先后效力于帕尔梅拉斯、桑托斯、葡萄牙人竞技、雷默等球队，1996年在查佩科恩塞退役。

## 国家队生涯
库卡曾在1991年2月27日代表巴西国家队出场一次，对手是巴拉圭。

## 教练生涯
退役后，库卡成为一名足球教练，先后执教乌贝兰迪亚、阿瓦伊、佩罗塔斯巴西、利梅拉国际、阿瓦伊（第二次）、雷默、拉戈斯国际、伽马、克里西乌马、巴拉纳、戈亞斯、聖保羅、格雷米奥、弗拉门戈、科里蒂巴、圣卡埃塔诺、博塔福戈、桑托斯、弗鲁米嫩塞、弗拉门戈（第二次）、弗鲁米嫩塞（第二次）、克鲁塞罗和米内罗竞技等球队。 2013年率领米内罗竞技获得南美解放者杯冠军。
2013年12月22日，中国足球超级联赛球队山东鲁能泰山宣布库卡成为球队的新任主教练。

## 荣誉

### 球员

#### 格雷米奥
- 巴西杯冠军：1989
- 巴西南里奥格兰德州联赛冠军：1989、1990

#### 国际
- 巴西南里奥格兰德州联赛冠军：1991

### 主教练

#### 博塔弗戈
- 巴西里约热内卢州杯冠军：2007、2008

#### 弗拉门戈
- 巴西里约热内卢州杯冠军：2009
- 巴西里约热内卢州联赛冠军：2009

#### 克鲁塞罗
- 巴西米纳斯吉拉斯州联赛冠军：2011

#### 米内罗竞技
- 巴西米纳斯吉拉斯州联赛冠军：2012、2013
- 南美解放者杯冠军：2013

#### 山东鲁能泰山
- 中国足协杯：2014
- 中国足球协会超级杯：2015

#### 帕尔梅拉斯
- 巴西足球甲级联赛：2016